# 주생여고
《주생여고》(周生如故)는 2021년 방송되었던 중국의 드라마이다.

## 줄거리
- 어려서부터 혁혁한 공을 세운 남진왕, '주생진'은 평생 나라를 위해 충성을 다하기로 다짐했다. 명문 최 씨 가문의 외동딸, '최시의'는 미래의 태자비가 될 예정이었는데, 왕가에 머물며 예술을 배우게 되었다. 그녀는 주생진의 원대한 포부와 우아한 성품에 감탄하여 그를 사랑하게 되었다. 국경의 관문에 위기가 닥치자 주생진은 군사를 이끌고 출전할 수밖에 없었고, 최시의도 태자와 결혼해야 했는데...

## 등장 인물
- 임가륜 - 주생진 역
- 바이루 - 최시의 역
- 왕성월 (王星越) - 류자행 역
- 이의유 (李宜儒) - 굉효예 역
- 주육랍 (周陆啦) - 소안 역
- 소몽웅 (苏梦芸 ) - 봉천 역
- 오만사 (吴曼思) - 행화 역
- 류위위 (Vieven Liu) - 최문군 역
- 부준 (傅隽) - 사숭 역
- 한청위 - 환유 역
- 야오이천 - 류사잠 역